# Análise leiga
Uma análise leiga é uma psicanálise realizada por alguém que não é médico; essa pessoa foi designada analista leiga.
Em A Questão da Análise Leiga (1927), Sigmund Freud defendeu o direito daqueles treinados em psicanálise de praticar terapia independentemente de qualquer diploma de medicina. Ele se esforçava incansavelmente para manter a independência do movimento psicanalítico do que via como monopólio médico pelo resto da vida.

## Freud e analistas não médicos
Desde o início, Freud acolheu leigos (não médicos) como praticantes da psicanálise: Otto Rank e Theodor Reik eram dois analistas notáveis, assim como a filha de Freud, Anna. Na visão de Freud, a psicanálise era um campo profissional completo e poderia ter seus próprios padrões, independentemente da medicina. De fato, em 1913, ele escreveu: "A prática da psicanálise tem muito menos necessidade de treinamento médico do que de preparação educacional em psicologia e conhecimento humano gratuito. A maioria dos médicos não está equipada para o trabalho da psicanálise".
Assim, Freud via a psicanálise como "uma profissão de curadores leigos de almas que não precisam ser médicos e não devem ser padres"; e esse novo uso de "leigo" (para incluir não médicos) é a origem do termo "análise leiga". Figuras psicanalíticas importantes como Anna Freud, Erik H. Erikson, Ernst Kris e Harry Guntrip não eram médicos. Dentre outros que contribuíram para a divulgação da prática da psicanálise ao público geral, destaca-se o clérigo protestante e colaborador freudiano Oskar Pfister, que escreveu uma obra de apresentação da análise psicológica em 1913, O Método Psicanalítico, e ampliou sua aplicação à pedagogia e teologia, ministrando cursos e conferências em diversos países.
Quando, na década de 1920, Reik se envolveu em disputas legais por seu direito de praticar a psicanálise, Freud levantou-se ardentemente em sua defesa, escrevendo o Análise Leiga em apoio a sua posição; e acrescentando em particular que "em algum momento a luta pela análise leiga teria de ser travada. Antes tarde do que nunca. Enquanto eu viver, recusarei ter a psicanálise engolida por remédios".

## Oposição a Freud
No entanto, envolvido em uma luta pela respeitabilidade psicanalítica, a pluralidade de seguidores de Freud não estava de acordo com ele nessa questão, e a oposição foi especialmente controversa nos Estados Unidos. A questão permaneceu acalorada até a Segunda Guerra Mundial — uma cisão com a Associação Americana apenas sendo evitada na década de 1920, quando um compromisso permitiu que analistas leigos trabalhassem com crianças sozinhas em Nova Iorque.
No entanto, em 1938, a American Psychoanalytic Association (APsaA) começou formalmente a limitação de membros da associação a médicos que primeiro haviam treinado como psiquiatras e, posteriormente, foram submetidos a uma análise de treinamento em um instituto psicanalítico (então europeu). A medida foi descrita como iniciando uma clivagem oficial com o restante do IPA, que não seria resolvida até 1987.
Durante esse período, muitos nos Estados Unidos acreditavam, nas palavras de Janet Malcolm, que "a psicanálise americana é um grande corte acima da psicanálise em outras partes do mundo [...] a negligência das análises em inglês, europeu e sul-americano. Existem outras pessoas, naturalmente, que [...] [debatem] se muita coisa não foi perdida por essa estratégia — se muitas pessoas boas que não estão dispostas a passar por treinamento médico não estão sendo perdidas para análise". A política foi um pouco atenuada pela disponibilidade da APsaA de conceder isenções ao longo de décadas a vários indivíduos: entre elas, por exemplo, Erik Erikson e David Rapaport. Havia também a Associação Nacional de Psicologia para a Psicanálise, fundada por Reik em 1946, especificamente para treinar não médicos.

Contudo, somente quando os processos foram movidos na década de 1980, alegando "restrição ao comércio" a posição oficial americana finalmente foi alterada e a questão da análise leiga foi resolvida — como o próprio Freud sempre defendia. 